# Staffan Malmberg
Staffan Malmberg, född 30 augusti 1963 i Bjursås i Dalarna och bosatt i Falun, är en svensk författare och psykolog. 
Under åren 2006–08 gick han författarutbildningen Litterär gestaltning vid Göteborgs universitet. Utöver sina romaner har Malmberg också publicerat prosa och lyrik i tidskrifter i Sverige, Finland och Polen. För romanen Gardet erhöll han tidningen Vi:s litteraturpris och nominerades till Sveriges Radios romanpris. Malmberg hade under sin praktik på psykologutbildningen Tomas Tranströmer som handledare. Under åren 2008–14 arbetade Malmberg som analytiker vid Säkerhetspolisen.

## Priser och utmärkelser
- 2015 – Tidningen Vi:s litteraturpris för Gardet